# Confitería Torres
Confitería Torres, o también Café Torres, es una cadena de restaurantes ubicada en Santiago, la capital de Chile. Actualmente es administrada por la familia Soto Misseroni, y se considera uno de los restaurantes más antiguos del centro de Santiago que aún continúa funcionando.
Su especialidad es la cocina chilena, desde platos autóctonos —con variedades que incluyen diferentes carnes, mariscos y verduras— hasta dulces tradicionales del país.

## Historia
La Confitería Torres fue fundada en 1879 por el mayordomo José Domingo Torres y desde 1904 se ha ubicado en el Palacio Íñiguez, en la Alameda Bernardo O'Higgins. En septiembre de 1910, como parte de las celebraciones del Centenario de Chile, en el local se realizó el vermú de honor al cuerpo diplomático invitado a los festejos patrios.

Desde sus inicios, el lugar ha servido como centro de reunión para los políticos e intelectuales chilenos, como los presidentes Federico Errázuriz Echaurren y Arturo Alessandri Palma, y el escritor Joaquín Edwards Bello. En dicho restaurante, se creó el sándwich Barros Luco, que consiste en un pan con carne y queso fundido, nombrado en honor al presidente Ramón Barros Luco, quien era un asiduo comensal del local. En el mismo restaurante, según cuenta una de las leyendas alusivas, fue creado el trago típico denominado «cola de mono».

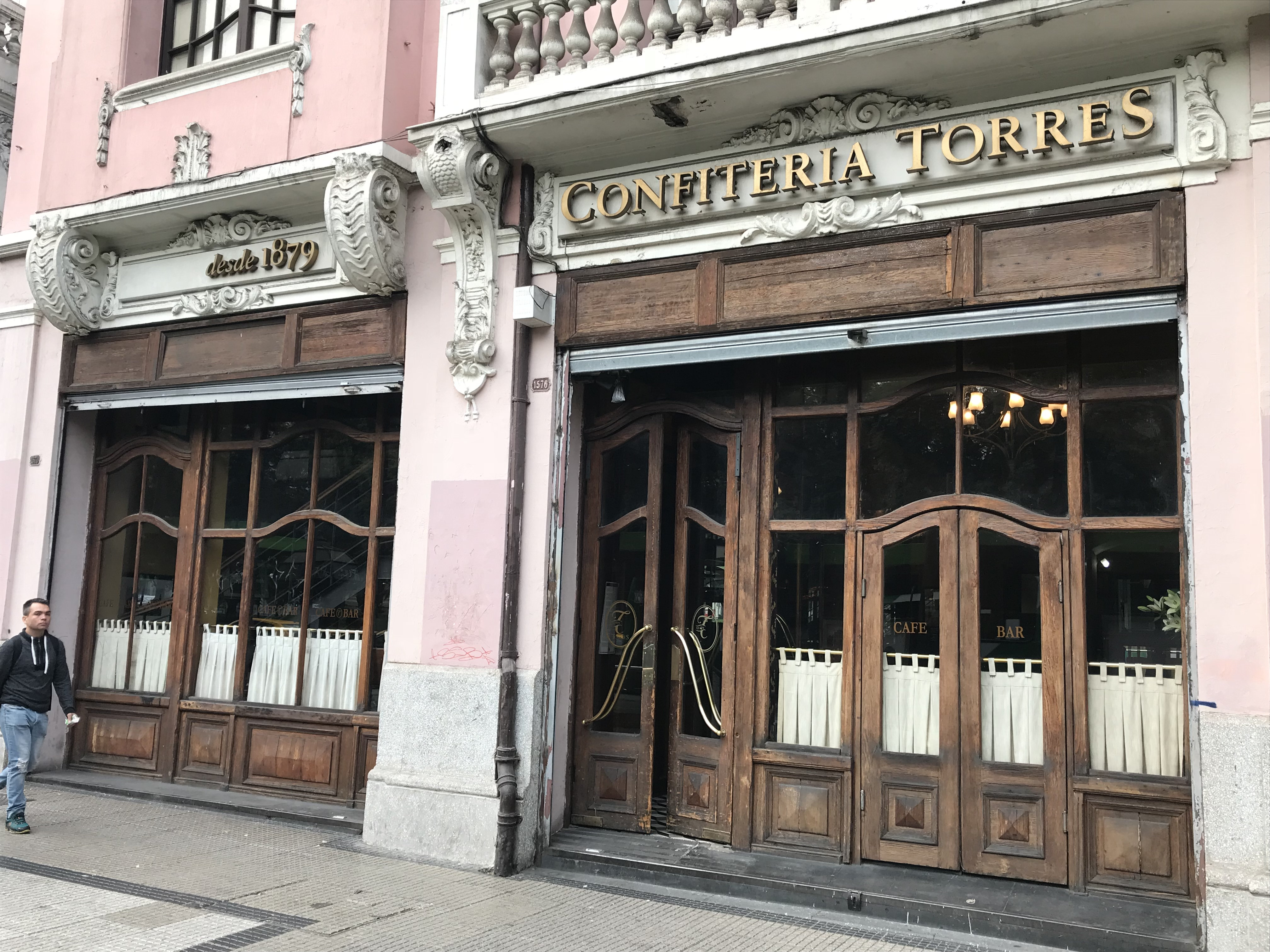
Confitería Torres en Santiago de Chile

En 1959, la Confitería Torres fue adquirida por Bartolomé Alomar, quien modernizó sus servicios. Al igual que a inicios del siglo XX, el lugar continuó siendo punto de reunión para intelectuales y políticos, contando al presidente Eduardo Frei Montalva entre sus comensales más reconocidos.
En 2009, se inauguró una sucursal ubicada en el interior del Centro Cultural Palacio de La Moneda, y en 2010 abrió una nueva sede en la avenida Isidora Goyenechea, en el Barrio El Golf de la comuna de Las Condes.
El Mostrador TV y la Confitería Torres realizaron una alianza —que posteriormente fue continuada por Bío-Bío Chile TV— de un programa de debate llamado Mesa de diálogo, conducido por la periodista Rayén Araya. Todos los episodios de Mesa de diálogo se han realizado y filmado en la Confitería Torres.